# Berea (Carolina do Sul)
Berea é uma Região censo-designada localizada no estado norte-americano da Carolina do Sul, no Condado de Greenville.

## Demografia
Segundo o censo norte-americano de 2000, a sua população era de 14.158 habitantes.

## Geografia
De acordo com o United States Census Bureau tem uma área de 20,3 km², dos quais 19,7 km² cobertos por terra e 0,6 km² cobertos por água.

## Localidades na vizinhança
O diagrama seguinte representa as localidades num raio de 8 km ao redor de Berea. 